# 충청북도 충주의료원
충청북도 충주의료원(忠淸北道忠州醫療院, Chungcheongbuk-do Chungju Medical Center)은 충청북도 충주시에 위치한 충청북도청 산하의 공공병원이다. 충청북도 충주시 안림로 239-50에 위치하고 있다.

## 연혁
- 1937년 충청북도립 청주병원 충주분원 개원
- 1940년 충청북도립 충주병원으로 승격
- 1983년 지방공사충청북도 충주의료원으로 전환
- 2005년 충청북도 충주의료원으로 전환

## 진료과목
가정의학과, 산부인과, 응급의학과(응급실), 내과, 외과, 신경외과, 정형외과, 이비인후과, 영상의학과, 안과, 치과, 마취통증의학과(수술실), 비뇨기과, 소화기내과, 심장내과, 신장내과, 직업환경의학과, 진단검사의학과, 재활의학과, 건강관리과

## 같이 보기
- 병원